# Покровское-Стрешнево (район Москвы)

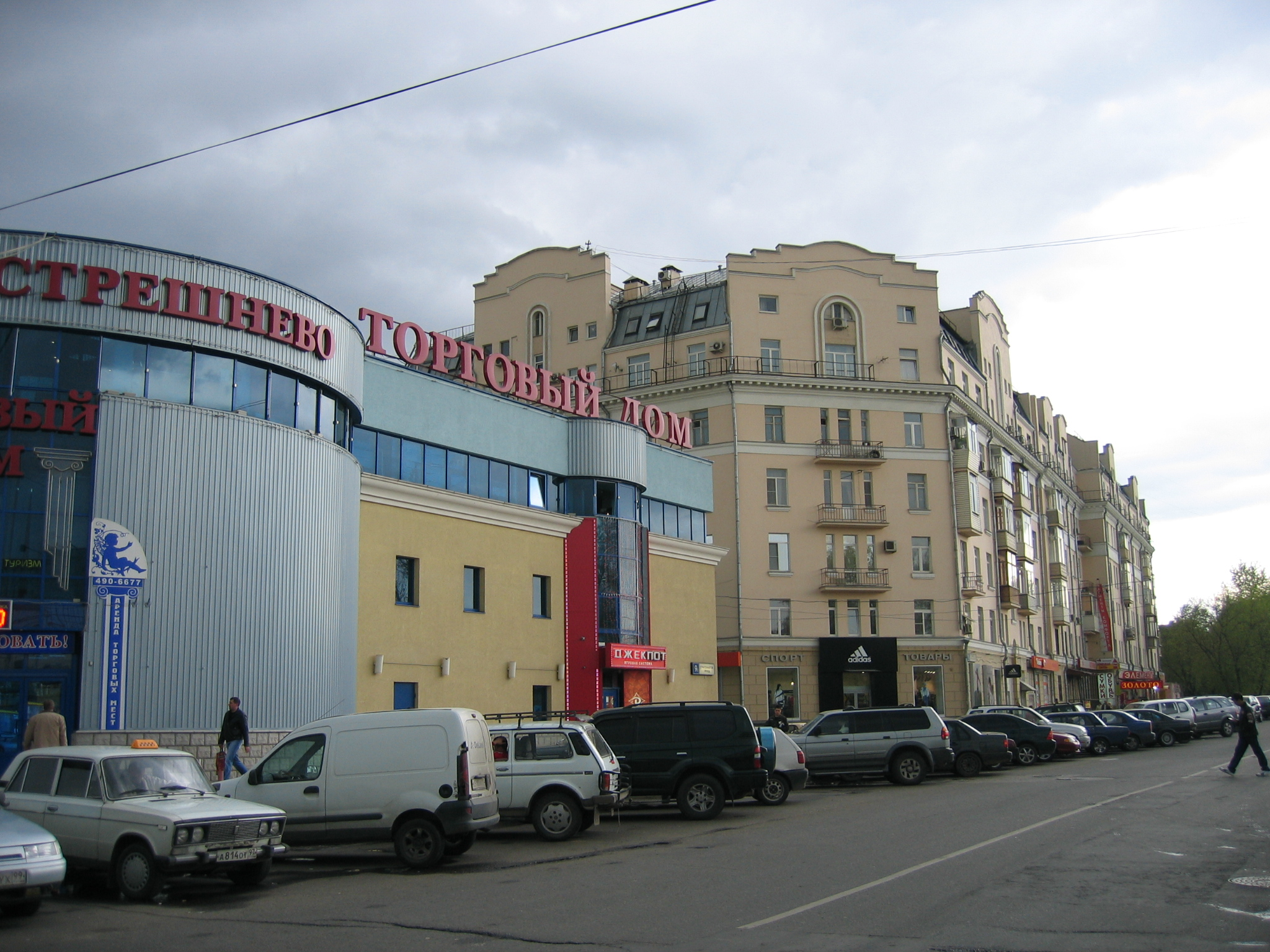
У северного вестибюля станции метро Тушинская

Покро́вское-Стре́шнево — район в Москве, расположенный в Северо-Западном административном округе, а также одноимённое внутригородское муниципальное образование. Занимает основную территорию бывшего города Тушино Московской области и одноимённого исторического района.
В соответствии со статьёй 5 Закона города Москвы от 5 июля 1995 года № 13-47 «О территориальном делении города Москвы» граница района Покровское-Стрешнево проходит: по оси Химкинского водохранилища, далее от плотины по оси Никольского тупика, северо-восточной и восточной границам территории парка «Покровское-Стрешнево», западной границе полосы отвода Малого кольца МЖД, оси полосы отвода Рижского направления МЖД, оси канала имени Москвы, оси русла реки Москвы, оси полосы отвода МКАД, оси полосы отвода Рижского направления МЖД, оси Походного проезда, далее на восток по оси русла реки Сходни, оси проезда № 4083, далее на юг по оси русла реки Сходни и оси деривационного канала до Химкинского водохранилища.
Район Покровское-Стрешнево граничит с районами Южное Тушино, Войковский, Щукино, Строгино и Митино.

## Тушино
В августе 1960 Тушино вошло в состав Москвы, сначала в Краснопресненский район, а в 1969 году вместе с территориями окружавших ранее город деревень (Братцево, Петрово, Алёшкино, Захарково) выделено в Тушинский район. C 1991 территория бывшего Тушинского района поделена между московскими районами Покровское-Стрешнево, Южное Тушино и Северное Тушино. Причём, историческая часть Тушина по такому делению оказалась в Покровском-Стрешневе.

## История
Территории природно-исторического парка «Покровское-Стрешнево» расположены на третьей надпойменной террасе реки Москвы, имеющей благоприятные условия для существования человеческих поселений; не исключено, что территория имеет значительно большую историю человеческого освоения.
Первые исторические данные о современной территории природно-исторического парка «Покровское-Стрешнево» известны с конца XVI века. По всей видимости, до начала хозяйственного использования этих земель на территории парка преобладал еловый лес, по которому местность получила название «Подъёлки». Пустошь с таким названием впервые отмечена в писцовых книгах Московского уезда, Горетова Стана 1584—1585 года. В 1622 году на территории пустоши возникает постоянное селение. В 1629 году здесь появляется каменная «новоприбылая церковь Покров Пресвятой Богородицы». С этого момента, по данным переписной книги 1646 года, на месте пустоши Подъёлки появляется село Покровское с 8 крестьянскими дворам.
Центром поселения стали церковь и господский дом, расположенный, скорее всего, на месте существующей на данный момент постройки. Уже в 1664 году в селе Покровское-Подъёлки насчитывается 220 дворов. С этого времени усадьба в течение почти 250 лет принадлежит роду Стрешневых. При них жизнь в Покровском изменилась — крестьяне в основной массе стали дворней и «кабальными людьми», усадьба более не имела сельскохозяйственного значения для владельца, а стала загородной резиденцией. В 1685 году в верховьях речки Чернушки были выкопаны рыбные пруды. Тогда они были невелики, имели простые прямоугольные очертания и служили лишь для разведения рыбы. В настоящее время пруды имеют сложную береговую линию и несколько увеличенную площадь.
На карте 1766 года территория современного парка показана как частично облесённая территория вокруг барской усадьбы с серией прудов по реке Чернушке. В 1776 году здесь возводится каменный господский дом. Основой для возникновения второго поселения, «Елизаветино», возникло после постройки Ф. И. Глебовым в конце XVIII столетия двухэтажного паркового павильона, разрушенного во время Великой Отечественной войны. В 1803—1806 г. вместо старого центрального дома был построен новый трёхэтажный. Появилось шесть новых оранжерей. В усадебном парке был устроен уникальный зверинец. Bo второй половине XIX века та часть парка, где находился зверинец, была застроена дачами и от его построек ничего не осталось (М. И. Милова, В. А. Резвин, 1988).
Картографические данные, относящиеся к первой четверти XIX столетия, описывают территорию современного парка как небольшой по площади участок пахотных земель, примыкающих к усадьбе с прудами. Лесной массив, окружающий освоенные участки территории, показан как лиственный. Площадь пахотных земель по-прежнему не так значительна, по сравнению с окружающими деревнями, и сконцентрирована, главным образом, на участке, ограниченном усадьбой и церковью с северо-восточной и северо-западной части и рекой Чернушкой с южной. Село Елизаветино на карте не указано. Возможно, на тот момент времени оно имело незначительные площадь и количество населения. Однако, южнее усадьбы и территории современного парка, через реку Чернушку уже расположен незначительный по площади посёлок. Именно этот посёлок позже был преобразован отдыхающими горожанами в дачный комплекс. Архитектурно-парковый ансамбль Покровского-Стрешнева был создан, в основном, при Елизавете Петровне Глебовой. На плане 1862 года чётко виден тщательно разработанный регулярный парк перед западным фасадом главного дома. Для создания регулярного парка производилось вырубание части лиственных деревьев и подсадка хвойных. Хвойные саженцы выписывались из имения графа Уварова, Поречья, из Петровской академии, а также выращивались в собственном питомнике. Но многие хвойные породы не дожили до наших дней как по причине неподходящих условий произрастания, так и по причине засух (в 1936, 1938, 1939 годах). План села Покровского был сделан при Петре Ивановиче Стрешневе, в 1762 году. Село и деревню Покровское окружали 100 десятин пашен, к ним примыкали 105 десятин леса. В селе Покровском числились: господский дом, церковь, 10 дворов с 82 крестьянами.
Уменьшение численности населения, по сравнению с состоянием на 1664 годом может быть связано с событиями 1812 года — территория уезда была оккупирована французами, и часть населения могла мигрировать. Однако, на этом плане впервые отмечены дачи. В 1870—80-х годах произошла перестройка усадебного дома, сопровождающаяся также незначительными земельными работами, связанными с возведением новой ограды и периферической застройки вокруг основного здания. Завершение работ по усадьбе и парку приходится на вторую половину XIX века. В 1883 году был пристроен театр (А. В. Рогачев, 1996). В XIX столетии живописный парк в Покровском-Стрешневе стал излюбленным местом паломничества дачников и отдыхающих горожан. Таким образом, рекреационная нагрузка стала неотъемлемой частью антропопедогенеза уже два столетия назад. Ещё в начале XIX века по правую сторону от дороги из села Всехсвятского (пос. Сокол) в Тушино сдавались «домики для летнего жилья со всякою к ним принадлежностию». При Е. Ф. Шаховской-Глебовой-Стрешневой для рационализации рекреационной нагрузки была составлена интересная схема усадьбы, включая весь парковый массив и речку Химку, со своеобразным «функциональным зонированием» парковой территории. Окрестности господского дома с регулярным парком и оранжереями и центральный парковый массив по обе стороны от дороги в Елизаветино выделены на схеме как участок 1, специальное указание к которому гласит: «Пускать гулять только по особому распоряжению, без билетов. Не допускать езды ни верхом, ни в экипажах». Видимо, этой территорией пользовались только владельцы усадьбы, их приближённые и гости. В остальной части усадьбы можно было гулять по билетам. Западный участок 2, названный «Карлсбадом», включал речку Химку с окружавшими её живописными холмами и часть парка за Иваньковской дорогой. Здесь разрешалось гулять по билетам, ловить рыбу в реке, кататься на лодках. Границы «Карлсбада» были выделены стриженой еловой изгородью. Восточная часть парка от дороги в деревню Никольское до границы с землями села Всехсвятского и с Коптевскими выселками была обозначена как участок .3. На этом участке разрешалось также по билетам собирать грибы, ходить по траве (М. И. Милова, В. А. Резвин, 1988). Этот документ является первым регулярным планом природопользования на территории современного природно-исторического парка. Со второй половины XIX века появляется всё больше промышленных предприятий в «Покровском-Стрешневе» и в Тушине. Наряду с предприятиями Сувировых, Белишевых возникают фабрики Н. Третьякова, О. Рамбоя, Альтшуллера («Энциклопедия …», 1997). Это время является началом аэрогенного воздействия; в дальнейшем, нагрузка постепенно возрастает. Наибольшие количества загрязняющих веществ стали поступать во второй половине XX века, во время интенсификации движения по Ленинградскому и Волоколамскому шоссе.
Открытие в 1901 году Московско-Виндавской железной дороги не только оживило дачную жизнь в «Покровском-Стрешневе», но и способствовало возникновению и развитию дачного посёлка, непосредственно примыкающему к парковой территории с южного и юго-западного направления, выросшего буквально за три-четыре года. Была построена деревянная железнодорожная платформа Покровское-Стрешнево. От построек вдоль железной дороги, кроме дирекции лесопарка, на настоящий момент остались лишь фрагменты фундаментов.
Дачный характер местности, прилегающей к парку «Покровское-Стрешнево» сохранился и после 1917 года. После революции посёлок разрастается, по обе стороны Ленинградского шоссе появляются ведомственные дачные хозяйства. В их числе был городок Наркомата обороны. На месте расположения дач по решению Моссовета начал формироваться рабочий посёлок.
После революции на территории муниципального района Покровское-Стрешнево возникают крупные промышленные предприятия. При этом меняется производственный профиль района.
При проведении в 1929 году районирования Московской области усадьба осталась в черте Москвы, а посёлок отошёл в областную территорию и был включён в Сходненский, а с 1932 года — Красногорский район. Вскоре он стал рабочим посёлком Покровско-Глебово, а в 1944 году вошёл в состав Тушина, переведённого в город областного подчинения.
В 1930-е годы и в годы войны территории, примыкавшие к машиностроительному заводу, ещё не были заселены. Рабочие завода селились в посёлке Сокол, в Братцеве, а также в южной части нынешнего «Покровского-Стрешнева», примыкавшей к старинному парку. Здесь преобладали небольшие домики дачного типа и бараки. Часть рабочих и служащих приезжала на завод по железной дороге. Таким образом, территории парка были сохранены от преобразований, свойственных существованию долговременного поселения с одноэтажной деревянной застройкой.
Важным событием в истории «Покровского-Стрешнева» стало строительство канала Москва — Волга и создание Химкинского водохранилища. Первые работы начались в 1932 году. На территории района строился шлюз № 8, железобетонный железнодорожный мост через канал, деривационный канал и другие сооружения. Канал был пущен в строй 1937 году. В 1940 году на участке с северо-западной стороны территории современного парка был создан комплекс зданий Государственного конструкторского бюро «Вымпел».
После войны на территории нынешнего муниципального района Покровское-Стрешнево было построено несколько больниц, в частности — больница МПС, ныне переименованная в больницу РЖД.
История масштабной застройки близлежащих участков началась в 1950—1960-е годы. Первыми были застроены территории западнее и северо-западнее территории парка. Застройка производилась пятиэтажными домами сталинской архитектуры. В семидесятые, начале восьмидесятых годов на отдельных, не застроенных ранее участках выросли многоэтажные блочные дома.
Таким образом, основная территория муниципального района Покровское-Стрешнево формировалась в сороковых-пятидесятых годах как подмосковный рабочий посёлок для работников двух оборонных предприятий, связанный со столицей электричками и трамвайной линией до Сокола.
До закрытия Тушинского аэродрома и Московского троллейбуса пересечение Волоколамского шоссе и улицы Свободы являлось уникальным местом, где пересекались все существующие виды транспорта: наземный (автомобильные дороги, трамвайные пути, троллейбусные линии), подземный (метрополитен), железнодорожный, водный (канал имени Москвы) и воздушный.

## Население
| 2002    | 2010    | 2012    | 2013    | 2014    | 2015    | 2016    |
| ------- | ------- | ------- | ------- | ------- | ------- | ------- |
| 46 707  | ↗53 786 | ↗54 890 | ↗55 497 | ↗56 214 | ↗56 424 | ↗56 964 |
| 2017    | 2018    | 2019    | 2020    | 2021    | 2023    | 2024    |
| ↗57 216 | ↗58 299 | ↗59 402 | ↗59 512 | ↗66 050 | ↗66 564 | ↗67 364 |

### Национальный состав
По итогам переписи населения 2020 года проживали следующие национальности (национальности менее 0,1 % и другое, см. в сноске к строке «Другие»):
| Национальность | Численность, чел. | Доля     |
| -------------- | ----------------- | -------- |
| Русские        | 52 444            | 79,40 %  |
| Евреи          | 313               | 0,47 %   |
| Татары         | 264               | 0,40 %   |
| Украинцы       | 245               | 0,37 %   |
| Армяне         | 243               | 0,37 %   |
| Азербайджанцы  | 126               | 0,19 %   |
| Грузины        | 108               | 0,16 %   |
| Белорусы       | 97                | 0,15 %   |
| Узбеки         | 95                | 0,14 %   |
| Киргизы        | 69                | 0,10 %   |
| Другие         | 12 046            | 18,25 %  |
| Итого          | 66 050            | 100,00 % |

## Медицинские учреждения
1. ОАО НКЦ РЖД (Больница МПС) — Волоколамское шоссе, 84
2. Инфекционная клиническая больница № 1 — Волоколамское шоссе, 63
3. Психиатрическая клиническая больница им. Ю. В. Каннабиха Департамента здравоохранения города Москвы — Волоколамское шоссе, 47
4. Федеральное бюджетное учреждение «Центральная клиническая больница гражданской авиации» (ЦКБ ГА) — Иваньковское шоссе, 7
5. Медико-санитарная часть № 60 Департамента здравоохранения города Москвы — Сходненский тупик, 1/6.

## Школы
- Школа № 727 (2 учебных корпуса):
  1. Волоколамское шоссе, дом 71/8 строение 3;
  2. проезд Стратонавтов, дом 15.
- Школа № 830 (4 учебных корпуса):
  1. Большая Набережная улица, дом 23;
  2. Тушинская улица, дом 2;
  3. улица Свободы, дом 3, корпус 1;
  4. Врачебный проезд, дом 12.
- Школа № 1285 (4 учебных корпуса):
  1. Вишнёвая улица дом 20, корпус 1;
  2. 1-й Тушинский проезд, дом 13;
  3. 1-й Тушинский проезд, дом 12;
  4. Тушинская улица, дом 7.

## Промышленные предприятия и зоны застройки
Одним из наиболее крупных предприятий осуществляющих промышленную деятельность является Московское машиностроительное предприятие имени В. В. Чернышёва, располагается по адресу: Вишнёвая улица, дом 7.
Другое машиностроительное предприятие — Государственное машиностроительное конструкторское бюро «Вымпел» имени И. И. Торопова.
В районе находятся завод железобетонных изделий и завод железобетонных конструкций.

## Транспорт
По юго-западной границе района проходит Рижское направление Московской железной дороги. На территории района расположены платформа «Щукинская» и станция «Тушино», вместе с остановочным пунктом «Тушинская».
Также, в центре района проходит Таганско-Краснопресненская линия Московского метрополитена. Район обслуживают две станции: «Спартак» и «Тушинская». Первая обслуживает стадион «Лукойл арена» и микрорайон на месте бывшего Тушинского аэродрома, функционировавшего на этой территории до второй половины XX века.
Район обслуживают многочисленные автобусные маршруты. Через весь район проходят автобусы и электробусы маршрутов 356, е30 и е30к, соединяющие районы Митино, Покровское-Стрешнево, Сокол, Аэропорт и другие с Белорусским вокзалом, Замоскворецкой линией метро и центром Москвы. Большая часть маршрутов начинается у станции метро «Тушинская» и уходит в расположенные на севере и северо-западе районы, а также в подмосковный город Красногорск. Район обслуживает единственный магистральный маршрут м1, заканчивающийся перед Каналом имени Москвы в западной части района.
На западе района проходит трамвайная линия маршрута № 6, связывающий Братцево, станцию метро «Сходненская», Северное и Южное Тушино со станцией метро «Сокол».

## Парки и скверы
Крупнейшая озеленённая территория в районе — природно-исторический парк «Покровское-Стрешнево». Особо охраняемая территория регионального значения, занимает площадь 222.8 га. В границах парка расположена старинная усадьба (господский дом, вотчинный храм и другие постройки), а также памятники природы: «Долина реки Химки», «Родник Царевна Лебедь».
На берегу Химкинского водохранилища с 2014 года обустроена зона отдыха «Покровский Берег», включающая пляж, парковую территорию, детские и спортивные площадки, поле для мини-гольфа.
В период с 2017 по 2019 года в районе проходило благоустройство парка «Берег реки Сходня». На территории имеются спортивные площадки, детская игровая зона, площадка для выгула собак, база гребного слалома. Вдоль берега обустроены деревянные террасы с садовыми диванами.
В Покровском-Стрешневе имеются несколько скверов: у префектуры СЗАО, у стадиона «Открытие Арена», у театра танца «Гжель», а также около домов 18 и 23 по улице Свободы.

## Русская православная церковь
В районе имеются следующие православные храмы:
- Храм Преображения Господня в Тушине. Адрес: Волоколамское шоссе, 128.
- Храм Покрова Пресвятой Богородицы в Покровском-Стрешневе. Адрес: Волоколамское шоссе, 52, стр. 1.
- Храм великомученика и целителя Пантелеимона при ЦКБ № 1 ОАО «РЖД» (на территории больницы). Адрес: Волоколамское шоссе, 84, стр. 11.

Храмы входят в состав Успенского благочиния Московской городской епархии Русской православной церкви.

Храмы района Покровское-Стрешнево
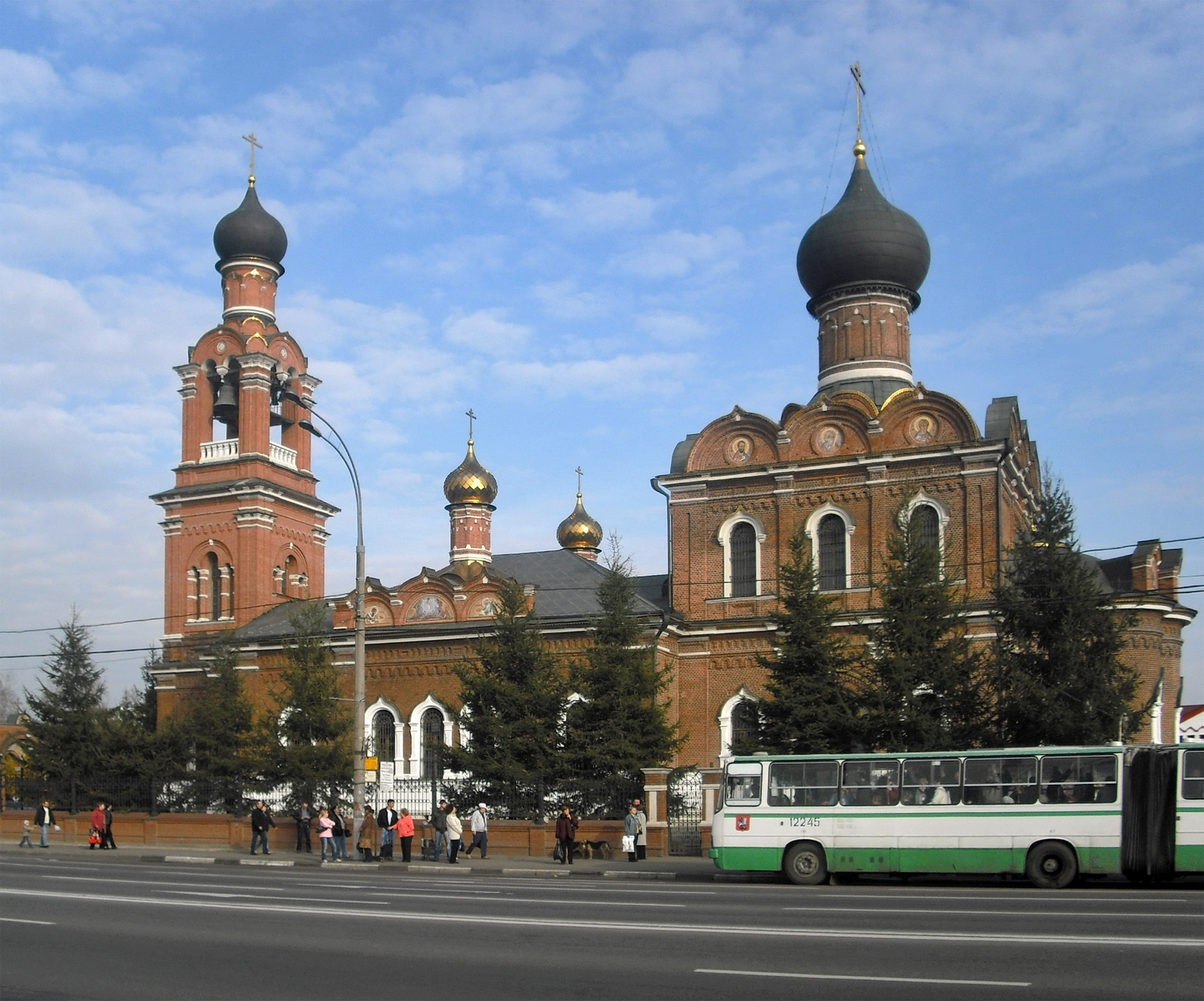
Храм Преображения Господня в Тушино
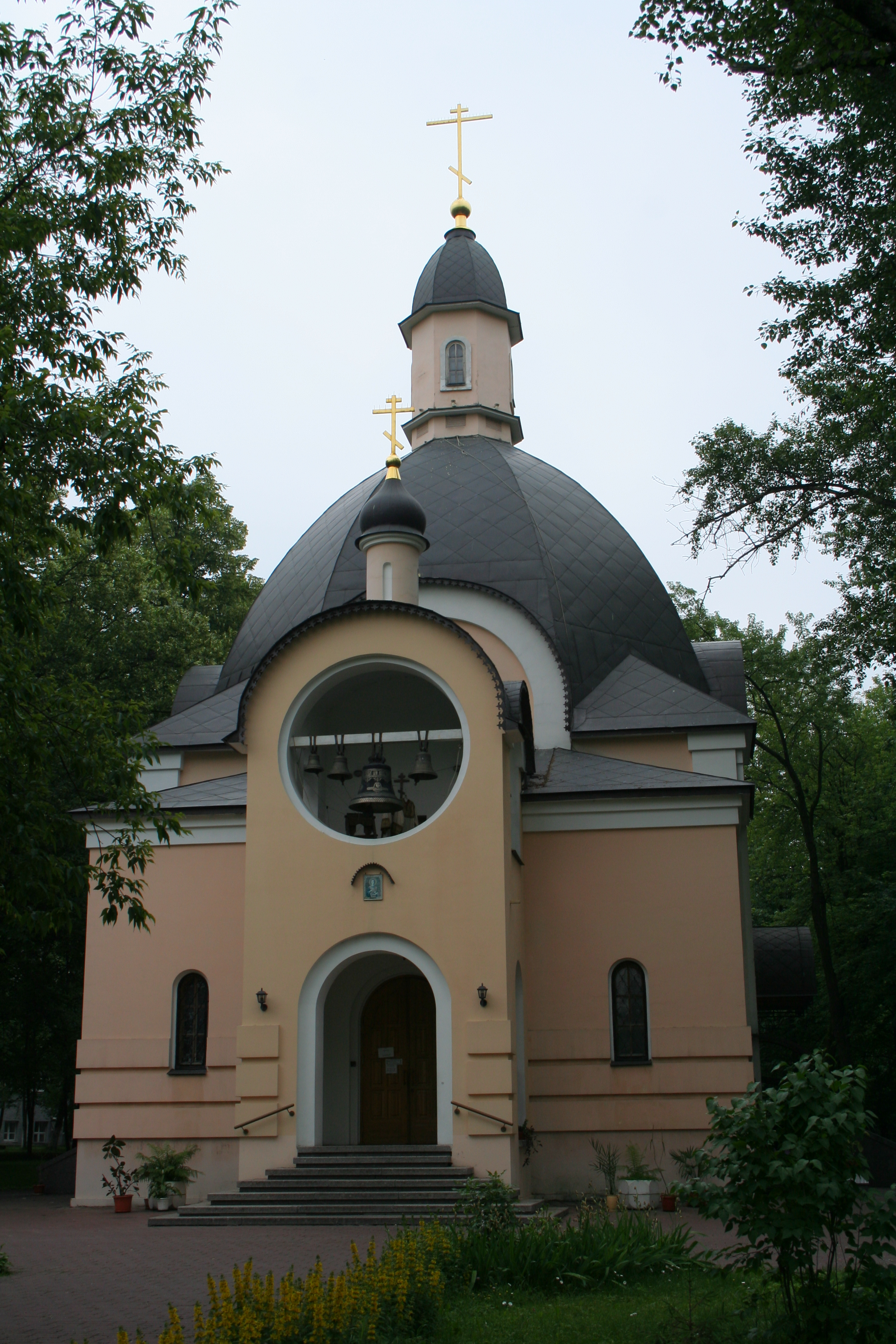
Храм великомученика и целителя Пантелеимона при ЦКБ № 1 ОАО «РЖД»

## Известные люди, связанные с районом
- Лжедмитрий II, царь. Его лагерь располагался между селом Спасское и деревней Тушино.
- Мнишек, Марина Юрьевна, царица.
- Стрешнев, Пётр Иванович, генерал-аншеф, владелец села Покровское.
- Глебова-Стрешнева, Елизавета Петровна.
- Толстая, Софья Андреевна, жена Л. Н. Толстого.
- Чернышёв, Владимир Васильевич, организатор авиационной промышленности.